# Stephen Wolfram
Stephen Wolfram (London, 1959. augusztus 29. –) elméleti fizikus és matematikus – a részecskefizika, sejtautomaták, komplexitáselmélet és számítógépes algebra területén dolgozott, valamint ő hozta létre a Mathematica nevű szoftvert.

## Tudományos munkája
Stephen Wolframhoz és Eric W. Weissteinhez (a weboldal létrehozójához) fűződik, azaz a Wolfram Research-höz a nagy matematikai enciklopédia, a MathWorld valamint a World of Science.

## Mathematica
1986-ban Wolfram otthagyta az Institute for Advanced Study-t és az University of Illinois at Urbana-Champaign egyetemen kezdett dolgozni, ahol megalapította a Center for Complex Systems Research kutatóközpontot és elkezdte a Mathematica rendszer fejlesztését, amely 1988-ban jelent meg először. 1987-ben megalapította a Wolfram Research céget, amely a szoftver fejlesztését és forgalmazását tűzte ki célul. Ma Stephen Wolfram a többségi részvénytulajdonos a cégben.

## A New Kind of Science
1992 és 2002 között írta Wolfram az A New Kind of Science (NKS) című könyvet, amelyben nagyon egyszerű számítási rendszereket tanulmányoz empirikusan (Turing-gép, sejtautomaták).
Amellett érvel, hogy a hagyományos matematika helyett efféle rendszerek szükségesek a természet modellezéséhez és komplexitásának megértéséhez. A könyv megjelenése óta Wolfram a szoftver fejlesztésének és könyve népszerűsítésének szenteli idejét.

## Fő műve
- A New Kind of Science(wd)

## Külső hivatkozások
- Stephen Wolfram’s personal website
- A collection of reviews of Stephen Wolfram's book, A New Kind of Science Archiválva 2007. december 24-i dátummal a Wayback Machine-ben
- The freely available full text of A New Kind of Science, MIT video overview
- Accusations of plagiarism in NKS
- Video of Wolfram speaking at UCSD H.Paul Rockwood Memorial Lecture
- Video of Stephen Wolfram speaking at the International Conference on Complex Systems, hosted by the New England Complex Systems Institute (NECSI)
- God, Stephen Wolfram, and Everything Else – forbes.com article
- IT Conversations: Stephen Wolfram – A New Kind of Science Archiválva 2007. április 17-i dátummal a Wayback Machine-ben
- Rudy Rucker book, The Lifebox, the Seashell, and the Soul, that presents NKS ideas